# Elecciones parlamentarias de Israel de 2006
En Israel, el 28 de marzo de 2006 se celebraron elecciones legislativas anticipadas que conformaron la 17º Knéset. En estas elecciones, resultó vencedor el partido Kadima, creado por Ariel Sharón, que consiguió 29 diputados. Al quedarse muy lejos de la mayoría absoluta, Kadima formó una coalición con el Partido Laborista Israelí para llevar a Ehud Ólmert al puesto de primer ministro.

## Anticipación de las elecciones
Las elecciones legislativas del 2003 formaron un parlamento muy fraccionado, donde el Likud era el partido con más escaños, 38 de 120. Sharon alcanzó el puesto de Primer ministro de Israel con una alianza de diversos partidos. Sin embargo, no consiguió una mayoría sólida y a lo largo de la legislatura sufrió varios reveses parlamentarios, incluso dirigidos en ocasiones por sus propios diputados. En el 2004 se forma un gobierno de unidad nacional con los laboristas. Sin embargo, al llegar Amir Péretz al liderazgo del laborismo, decide retirar de pleno a los ministro laboristas, pidiendo la convocatoria de elecciones anticipados. Sharon, falto de apoyos dentro y fuera de su partido acepta la convocatoria de nuevas elecciones y además abandona el Likud, formando un nueo partido, Kadima que aglutinará a sectores moderados del Likud y del Partido Laborista.

## Candidatos
- Kadima: Su creador Sharon era el favorito de las elecciones. Sin embargo, sufrió una hemorragia cerebral que le introdujo en coma profundo. Este hecho convirtió a Olmert, segundo de Sharon, en el candidato del partido.
- Partido Laborista: Amir Péretz, antiguo sindicalista, fue elegido líder laborista el 9 de noviembre de 2005, derrotando en las primarias al histórico líder, Shimon Peres. Se convirtió así Peretz en el candidato laborista a primer ministro. La derrota de Shimon Peres provocó que este abandoará el laborismo uniéndose a Kadima.
- Likud: El antiguo primer ministro, Benjamín Netanyahu, se hizo con el liderazgo del partido. Su principal lema en la campaña fue el rechazo a la retirada de los colonos de la franja de gaza. El partido sufrió una gran pérdida de dirigente que marcharon a Kadima. De esta forma, el Likud se vio arrinconado en la derecha política.

## Resultados
|  | 22.0 % |

|  | 15.1 % |

|  | 9.5 % |

|  | 9.0 % |

|  | 9.0 % |

|  | 7.1 % |

|  | 5.9 % |

|  | 4.7 % |

|  | 3.8 % |

|  | 3.0 % |

|  | 2.7 % |

|  | 2.3 % |

|  | 1.5 % |

|  | 1.3 % |

|  | 0.8 % |

|  | 0.6 % |

|  | 0.5 % |

|  | 0.3 % |

|  | 0.2 % |

|  | 0.1 % |

|  | 0.1 % |

|  | 0.1 % |

|  | 0.1 % |

|  | 0.1 % |

|  | 0.1 % |

|  | 0.0 % |

|  | 0.0 % |

|  | 0.0 % |

|  | 0.0 % |

|  | 0.0 % |

|  | 0.0 % |

|  | 98.4 % |

|  | 1.6 % |

|  | 100.00 % |

|  | 63.6 % |

1: Se presentaron por separado en la elección anterior. Se tomó la suma de escaños de ambos partidos para la variante de escaños. 

2: Se presentó con Ta'al en la elección anterior. Para la variante de escaños se tomó únicamente los escaños ganados por Hadash en la alianza.

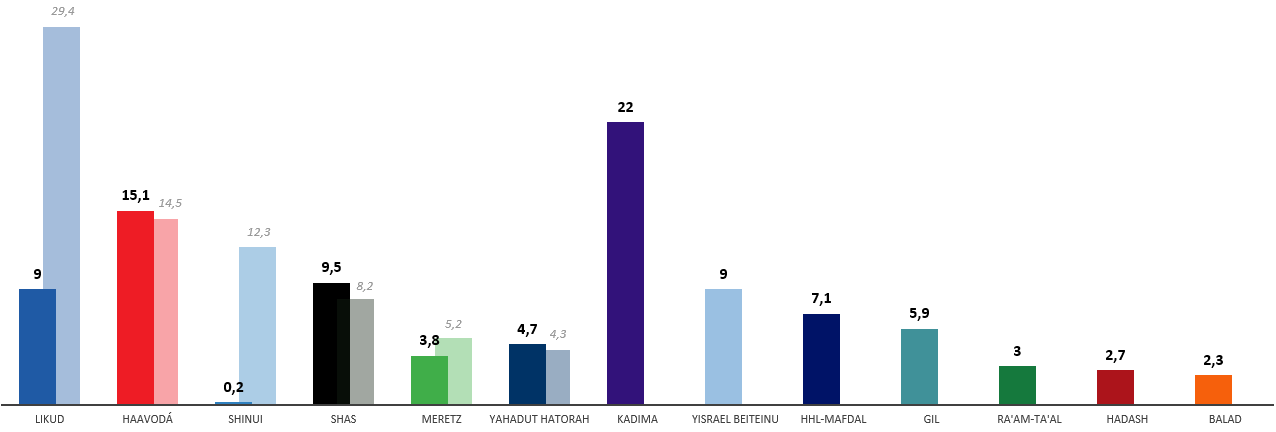
Resultados por partido en relación con las elecciones de 2003

## Coalición de gobierno
Ehud Olmert alcanzó el puesto de primer ministro apoyado por los laboristas, entregando la cartera de defensa a Amir Peretz. Además, Olmert recibió el apoyo formal del partido de los pensionistas y Meretz, obteniendo así suficiente mayoría parlamentaria, por encima de los sesenta diputados.